# Paul Sanders (football)
Pour les articles homonymes, voir Paul Sanders.
Paul Sanders, né le 8 février 1957 à Ostende, est un ancien joueur et entraîneur de football belge, qui évoluait comme attaquant. Il est surtout connu pour les six saisons qu'il passe au Cercle de Bruges, au cours desquelles il remporte la Coupe de Belgique, et dispute la Coupe d'Europe.

## Carrière
Enfant, Paul Sanders s'affilie au FC Torhout. Il est ensuite repéré par des recruteurs du FC Bruges, et rejoint alors ce club, où il poursuit sa formation. Il n'obtient pas une place dans le noyau A brugeois, et s'engage alors au SK Eernegem, un club de provinciales. En 1976, il est transféré au KRC Harelbeke, un club de Promotion ambitieux. Un an plus tard, il remporte le titre dans sa série, et récidive la saison suivante en Division 3.
Parvenu en deuxième division, Paul Sanders reste un des piliers de l'équipe, inscrivant treize buts lors de la saison 1978-1979. Il joue encore trois saisons pour le club flandrien, le menant au tour final pour la montée en 1981-1982, où le club échoue à la deuxième place. Néanmoins, ses bonnes prestations ne passent pas inaperçues, et il est recruté par le Cercle de Bruges, qui évolue en première division.
Dès son arrivée au plus haut niveau, Paul Sanders s'impose comme un titulaire indiscutable dans l'attaque brugeoise, et dispute tous les matches de son équipe, inscrivant huit buts. Il conserve sa place les années suivantes, et dispute la finale de la Coupe de Belgique 1985, remportée aux tirs au but par le Cercle. La saison suivante, il découvre la Coupe d'Europe, et dispute une nouvelle finale de Coupe de Belgique, où le Cercle s'incline cette fois face à son rival du FC Bruges. Il joue encore pour le Cercle jusqu'en juin 1988, quand il ne prolonge pas son contrat et choisit de signer au KV Ostende, alors en Division 3.
Paul Sanders joue trois ans dans le club de sa ville natale, et retourne ensuite au SK Eernegem en 1991, où il met un terme à sa carrière de joueur quelques années plus tard. Après sa retraite, il entraîne durant quelques saisons les équipes de jeunes du SV Jabbeke, puis se retire complètement du monde du football.

## Palmarès
- 1 fois vainqueur de la Coupe de Belgique en 1985 avec le Cercle de Bruges
- 1 fois champion de Division 3 en 1978 avec le KRC Harelbeke
- 1 fois champion de Promotion en 1977 avec le KRC Harelbeke

## Statistiques
Seules ses statistiques lors des saisons qu'il joue au Cercle de Bruges sont connues

| Saison                | Club                  | Championnat           | Championnat | Championnat | Coupe(s) nationale(s) | Coupe(s) nationale(s) | Supercoupe | Supercoupe | Compétition(s) continentale(s) | Compétition(s) continentale(s) | Compétition(s) continentale(s) | Total | Total |
| Saison                | Club                  | Division              | M.          | B.          | M.                    | B.                    | M.         | B.         | Comp.                          | M.                             | B.                             | M.    | B.    |
| 1982-1983             | Cercle Bruges KSV     | Division 1            | 34          | 8           | 3                     | 0                     | -          | -          | -                              | -                              | -                              | 37    | 8     |
| 1983-1984             | Cercle Bruges KSV     | Division 1            | 29          | 9           | 1                     | 0                     | -          | -          | -                              | -                              | -                              | 30    | 9     |
| 1984-1985             | Cercle Bruges KSV     | Division 1            | 27          | 7           | 6                     | 0                     | -          | -          | -                              | -                              | -                              | 33    | 7     |
| 1985-1986             | Cercle Bruges KSV     | Division 1            | 32          | 8           | 8                     | 1                     | 1          | 0          | C2                             | 2                              | 0                              | 43    | 9     |
| 1986-1987             | Cercle Bruges KSV     | Division 1            | 32          | 5           | 4                     | 0                     | -          | -          | -                              | -                              | -                              | 36    | 5     |
| 1987-1988             | Cercle Bruges KSV     | Division 1            | 24          | 3           | 1                     | 0                     | -          | -          | -                              | -                              | -                              | 25    | 3     |
| Sous-total            | Sous-total            | Sous-total            | 178         | 40          | 23                    | 1                     | 1          | 0          | -                              | 2                              | 0                              | 204   | 41    |
| Total sur la carrière | Total sur la carrière | Total sur la carrière | 178         | 40          | 23                    | 1                     | 1          | 0          | -                              | 2                              | 0                              | 204   | 41    |

### Sources et liens externes
- (nl) Fiche du joueur sur Cercle Museum